# Baeoura tasmanica
Baeoura tasmanica är en tvåvingeart som först beskrevs av Alexander 1926.  Baeoura tasmanica ingår i släktet Baeoura och familjen småharkrankar. Inga underarter finns listade i Catalogue of Life.